# Osteomielite cronica multifocale ricorrente
L'osteomielite cronica multifocale ricorrente (CRMO), anche conosciuta come osteomielite cronica non batterica (CNO) è una malattia infiammatoria che colpisce le ossa.
Molto simile all'osteomielite ma in assenza di infezioni, è detta multifocale in quanto si possono verificare diverse lesioni in tutto lo scheletro, anche se generalmente colpisce le ossa lunghe e le ossa piatte; ricorrente in quanto le lesioni si possono riacutizzare periodicamente.

## Storia ed epidemiologia
Il primo caso risale al 1972 quando Giedion osservò una forma insolita di lesioni ossee multifocali simili all'osteomielite: a lui si deve tale nome anche se ormai sappiamo sia errato in quanto non è una forma di osteomielite perché non è dovuta a un processo infettivo.
Si tratta di una rara patologia (incidenza stimata 1:1 000 000) che colpisce prevalentemente bambini e adolescenti, ma anche gli adulti ne sono affetti.
L'età di esordio va dai 4 fino ai 14 anni, con un'età media intorno ai 10 anni. Colpisce soprattutto il sesso femminile con un rapporto di 5:1.
Probabilmente è sottostimata perché poco conosciuta e quindi mal diagnosticata.

## Eziologia
Le cause dell'insorgenza della CRMO non sono note. Sono in corso alcuni studi. Attualmente sono in corso alcune ricerche tese a trovare i geni responsabili della CRMO; alcuni ricercatori hanno ipotizzato la mutazione dei geni D18560, LIPIN2, PSTPIP2.
Tuttavia il ruolo di questi geni nella CRMO ancora non è stato dimostrato, anche se appare evidente, dalle anamnesi dei pazienti, una certa familiarità.

## Clinica
A causa della sua natura infiammatoria, dei suoi episodi ricorrenti e della mancanza di qualsiasi agente patogeno noto, la CRMO non è più considerata una malattia autoimmune ed è stata riclassificata come una malattia autoinfiammatoria.

### Segni e sintomi
Il sintomo principale è il dolore che può essere accompagnato da gonfiore e indolenzimento delle ossa colpite. Le aree possono inoltre essere sensibili, rosse e calde al tatto. Se il dolore è particolarmente forte o persiste per periodi prolungati, possono essere interessate le parti molli, i muscoli e i tendini adiacenti alla lesione. Il dolore è principalmente fastidioso durante le ore notturne ma può manifestarsi in qualsiasi ora del giorno.
I segni sistemici, come la febbre e la perdita di peso, sono comuni soprattutto se l'esordio è severo e la malattia può, ma non necessariamente, accompagnarsi a disturbi infiammatori della cute, come la psoriasi volgare, la pustolosi palmoplantare, l'acne, il pioderma gangrenoso e, raramente, la sindrome di Sweet, e/o i disturbi infiammatori dell'intestino, come la malattia di Crohn, o la colite ulcerosa.
Gli episodi possono durare alcuni giorni o mesi per questo una sensazione di stanchezza cronica, malessere e disturbi della concentrazione possono accompagnare il periodo di esacerbazione e i sintomi possono indurre una limitazione nei movimenti, zoppia nel caso siano colpiti gli arti inferiori e il bacino.
Possono essere coinvolti uno o più siti. L'infiammazione può presentarsi in qualsiasi area dello scheletro. Sono colpite più spesso le metafisi e le epifisi delle ossa lunghe, oltre al bacino, al cingolo scapolare, alla colonna vertebrale. Il neurocranio non è quasi mai affetto.

### Esami di laboratorio e strumentali
- Esami del sangue: non ci sono esami di laboratorio specifici per il riconoscimento della CRMO.
- Radiografie: non rivela alterazioni caratteristiche della CRMO e non esclude altre patologie.
- Risonanza magnetica: utile per l'attività infiammatoria ma non esclude altre patologie.
- Scintigrafia ossea: utile per individuare tutte le lesioni ma non esclude altre patologie.
- Biopsia ossea: necessaria nelle lesioni uniche e nei casi dubbio diagnostico (finalizzata ad escludere malignità quali linfoma, sarcoma di Ewing, etc).

### Diagnosi differenziale
La diagnosi avviene per esclusione. Come detto prima, non vi sono parametri di laboratorio caratteristici o predittivi per questa malattia.
La radiografia delle lesioni ossee precoci nella CRMO spesso non rivela alterazioni caratteristiche, sebbene negli anni, alterazioni osteoplastiche e sclerotiche delle ossa lunghe degli arti e della clavicola possano suggerire la presenza di CRMO. Anche la compressione vertebrale è un segno radiografico piuttosto tardivo.
L’analisi RM con mezzo di contrasto offre ulteriori informazioni sull’attività infiammatoria delle lesioni.
La scintigrafia ossea con tecnezio può essere utile nell’approccio diagnostico iniziale, poiché sono spesso presenti lesioni CRMO clinicamente silenti.
La diagnosi si pone prevalentemente con l'osteomielite batterica acuta o subacuta, l'artrite idiopatica giovanile, l'ipofosfatasia, l'istiocitosi a cellule di Langerhans e i tumori maligni come l'osteosarcoma, il sarcoma di Ewing, il neuroblastoma, il rabdomiosarcoma, la leucemia e il linfoma. Devono inoltre essere escluse le sindromi monogeniche rare con CRMO, come la sindrome di Majeed, la sindrome PAPA, la sindrome DIRA (osteomielite multifocale sterile con periostite e pustolosi).
Lesioni unifocali, con aspetto esclusivamente osteolitico e che coinvolgano strutture adiacenti, devono essere sottoposte a biopsia per escludere tumori.
Proprio perché in un numero considerevole di pazienti le sole indagini radiologiche non permettono di escludere le patologie sopra indicate ed è difficile fare una distinzione certa tra lesioni ossee maligne e lesioni associate alla CRMO, spesso deve essere eseguita una biopsia. Le biopsie devono essere eseguite solo a scopo diagnostico e senza asportare l’intera lesione, poiché questo può portare a limitazioni funzionali e cicatrici non necessarie.
La diagnosi di CRMO è abbastanza probabile se le lesioni ossee sono presenti da almeno 6 mesi. In questo caso, la biopsia potrebbe essere evitata; tuttavia si impone una sorveglianza clinica a breve termine che preveda anche la ripetizione degli studi radiologici.

### Trattamenti
Gli obiettivi del trattamento sono:
- ridurre il dolore;
- ridurre l'infiammazione;
- prevenire danni e deformazioni ossee;
- migliorare la capacità di muoversi;
- consentire una vita normale.

Il primo approccio è con farmaci antinfiammatori non steroidei (FANS come ibuprofene, naprossene, etoricoxib, indometacina) che tengono a bada il dolore e in casi di leggera entità ridurre l'infiammazione e portare in remissione. Questi farmaci si assumono per via orale.
Molto spesso i FANS non sono risolutivi quindi si viene indirizzati a farmaci più potenti. Questi possono avere effetti collaterali durante tutto il periodo di assunzione. È possibile combinare l'azione di più farmaci contemporaneamente. I trattamenti prevedono: corticosteroidi (es. prednisone), bisfosfonati (es. pamidronato), metotrexato (es. Reumaflex), biologici (es. adalimumab, etanercept).

## Prognosi
La malattia è caratterizzata da periodi alternanti di remissione e recidiva, anche se in genere ha un decorso "benigno" e può esitare nella remissione completa. Il decorso dipende da individuo a individuo e dalla risposta ai diversi tipi di trattamento.
In alcuni casi, soprattutto se la malattia è in corso da diversi anni, può avere un andamento cronico e, in alcuni casi, possono sopraggiungere deformità ossee che inducono disabilità nel lungo termine (vertebra plana, iperostosi, sindrome dolorosa).